# Lac Poopó
Le lac Poopó était un lac salin de Bolivie disparu fin 2015. Il était situé à environ 3 686 mètres d'altitude sur l'Altiplano à 75 km au sud d'Oruro, dans une région de climat aride.
Lorsqu'il était plein, sa superficie variait de 1 340 km2 à 2 500 km2, en faisant alors le second plus grand lac du pays après le lac Titicaca auquel il est indirectement relié. Sa profondeur moyenne était de 2,4 mètres. Il était sujet à de fortes variations du taux d'évaporation.
En 2002, il fut déclaré site Ramsar afin de le protéger. Cependant en raison de l'exploitation des eaux de ses émissaires à des fins agricoles et minières, le niveau du lac a rapidement baissé à partir de 2014 et a pratiquement disparu en décembre 2015, ne laissant que trois zones humides de quelques kilomètres carrés,. La zone fut déclarée zone de désastre par le gouvernement bolivien.

## Description
Le lac Titicaca alimente indirectement mais partiellement le lac Poopó. En effet, le lac Titicaca s'écoule via un unique fleuve, le río Desaguadero qui se déverse dans le lac Poopó. 
Durant la période 1960-1990, le débit moyen du Desaguadero s'est réduit à 35 m3/s. Cette quantité est très insuffisante pour alimenter un lac de plus de 1 300 km2, soumis à une évaporation de plus en plus forte. Le Desaguadero grossit tout au long de son parcours grâce à ses propres affluents. Initialement,  le débit moyen mesuré à la station de Chuquiña était de 89 m3/s, soit 54 m3/s de plus qu'à sa naissance, à la sortie du Titicaca. De plus plusieurs cours d'eau se déversent immédiatement dans le lac Poopó, indépendamment du río Desaguadero, dont le río Marquéz est le plus important.
Peu avant le lac Poopó, le Desaguadero se divise en deux bras. Le bras gauche alimente le lac Uru Uru, situé tout près de la ville d'Oruro, et dont l'émissaire débouche dans le lac Poopó. Le bras gauche va directement au lac Poopó.
Pendant la fonte de la dernière période glaciaire andine il y a environ 11 000 à 13 000 ans, le lac Poopó faisait partie d'un lac beaucoup plus grand appelé Ballivián. Cet énorme lac englobait le salar de Coipasa, le salar d'Uyuni et le lac Titicaca. 
Ces dernières années, le niveau du lac Poopó a baissé ; la trace blanche tout autour en est la preuve (on la voit clairement sur la photo satellite). 
Le niveau du lac Titicaca a également baissé, diminuant de ce fait l'écoulement de l'eau dans le río Desaguadero. De plus, une grande partie de l'eau s'évapore à cause du soleil intense et des vents forts.
La partie des eaux non évaporées du lac Poopó est alors vidangée par un petit fleuve qui se trouve à son extrémité sud-ouest, le río Laca Jahuira qui se déverse à son tour dans le salar de Coipasa.

## Le système TDPS
On appelle système TDPS l'ensemble hydrologique constitué par le lac Titicaca (et ses nombreux petits affluents), le Río Desaguadero, le lac Poopó (et le lac Uru Uru) et le salar de Coipasa. Ce système est partagé entre le Pérou et la Bolivie qui se mettent d'accord pour prendre certaines mesures de sauvegarde, lorsqu'elles s'imposent.

## Bilan hydrique du lac Poopó

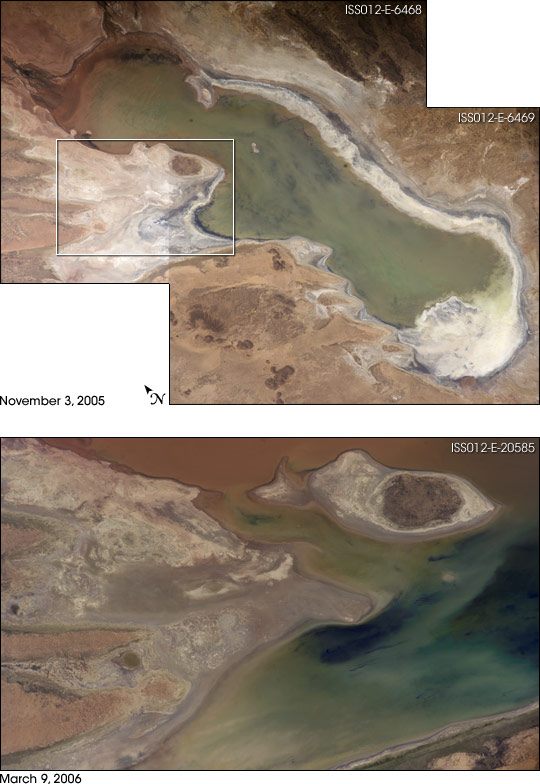
En haut, le lac avec des eaux basses, montrant de grandes traces de sel et de boue (nov. 2005). Les précipitations suivantes assez importantes ont amené de l'eau boueuse depuis le Río Desaguadero. Détail en bas : l'extension des eaux a réussi à créer une île (mars 2006).

Comme pour tous les lacs, le bilan hydrique du Lac Poopó est le résultat de l'équation suivante : quantités entrées - quantités sorties = variation du niveau du lac, où les entrées sont réparties entre les quantités amenées par l'ensemble des affluents, plus la somme des précipitations tombées sur la surface du lac (plus éventuellement des apports souterrains de nappes aquifères), et les sorties sont les quantités évaporées, augmentées du débit de l'émissaire et des pertes par infiltration ou irrigation. Ces quantités sont bien sûr des quantités moyennes observées sur une longue période. L'assèchement du lac s'est accéléré depuis novembre 2015, et il peut être aujourd'hui considéré comme totalement asséché.
- Apports fluviaux ; 2,6 milliards de m3/année, soit 82,5 m3/s
- Pluies sur le lac : 0,6 milliard de m3/année, soit 19 m3/s
- Autres apports : négligeable
- Évaporation : 3,1 milliards de m3/année, soit 98,3 m3/s
- Infiltrations et autre pertes : 100 millions de m3/année, soit 3,2 m3/s
- Débit de l'émissaire (le Río Laca Jahuira) : négligeable

L'évaporation subie par le lac est de l'ordre de 1 800 mm par an.
À partir de 2014, après avoir été massivement ponctionné pour l'irrigation de l'agriculture puis avoir subi en conjonction les effets du réchauffement climatique et d'un pic d'activité du phénomène El Niño en 2015, le lac Poopó s'est asséché à près de 99 % et ne comporte plus que trois zones résiduelles d'à peine quelques kilomètres carrés.

## Écologie
Depuis le 11 juillet 2002, le lac Poopó et le lac Uru Uru ont été déclarés sites Ramsar, dont la convention a pour but de préserver les zones humides de la planète.
La ville de Huanuni, important centre minier de la zone situé au nord-est, en amont du Poopó mais en aval du lac Uru Uru, constitue une source inquiétante de pollution par résidus métalliques et autres. La situation est étudiée afin d'éviter toute dégradation de la qualité de l'eau.

### Les oiseaux

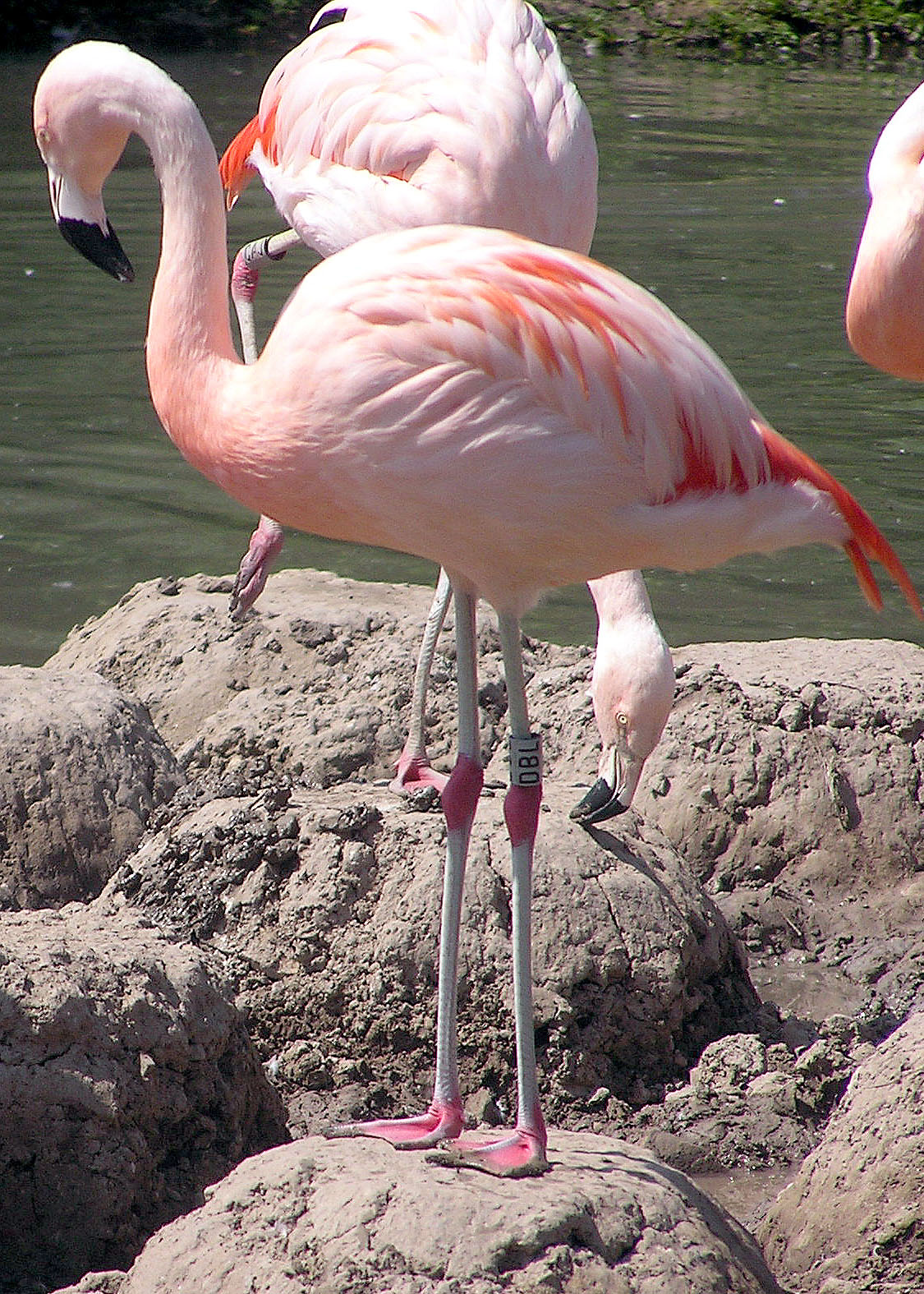
Flamants du Chili, une des curiosités du lac Poopó.

C'est un lac particulièrement fréquenté par les flamants, dont il héberge pas moins de trois espèces, le Flamant de James encore appelé Flamant de la puna, le Flamant des Andes et le Flamant du Chili.
Parmi les espèces résidentes, on y trouve aussi le Nandou de Darwin (Pterocnemia pennata), la sarcelle de la puna (Anas puna), le Grèbe microptère (Rollandia microptera), l'Ibis de la puna (Plegadis ridgwayi), le Condor des Andes (Vultur gryphus), l'Avocette des Andes (Recurvirostra andina), le Pluvier de la puna (Charadrius alticola), la Colombe de Cécile (Metriopelia ceciliae), le Sicale jaune (Sicalis lutea) et le Pic des rochers (Colaptes rupicola).

## Sources
- (en) Cet article est partiellement ou en totalité issu de l’article de Wikipédia en anglais intitulé « Lake Poopó » (voir la liste des auteurs).
- Photo et informations du lac Poopó : site de la NASA à eol.jsc.nasa.gov, document mis à jour le 22 novembre 2004, (page consultée le 7 décembre 2005), http://eol.jsc.nasa.gov/sseop/EFS/lores.pl?PHOTO=STS048-72-49
- Écologie Site de Birdlife - description de la zone
- Hydrologie [PDF] Analyse détaillée du système Titicaca - Poopó par l'Organisation des États américains
- Hydrologie [PDF] Programme de lutte contre la sécheresse dans le bassin du lac Poopó